# ساکس (گربه)

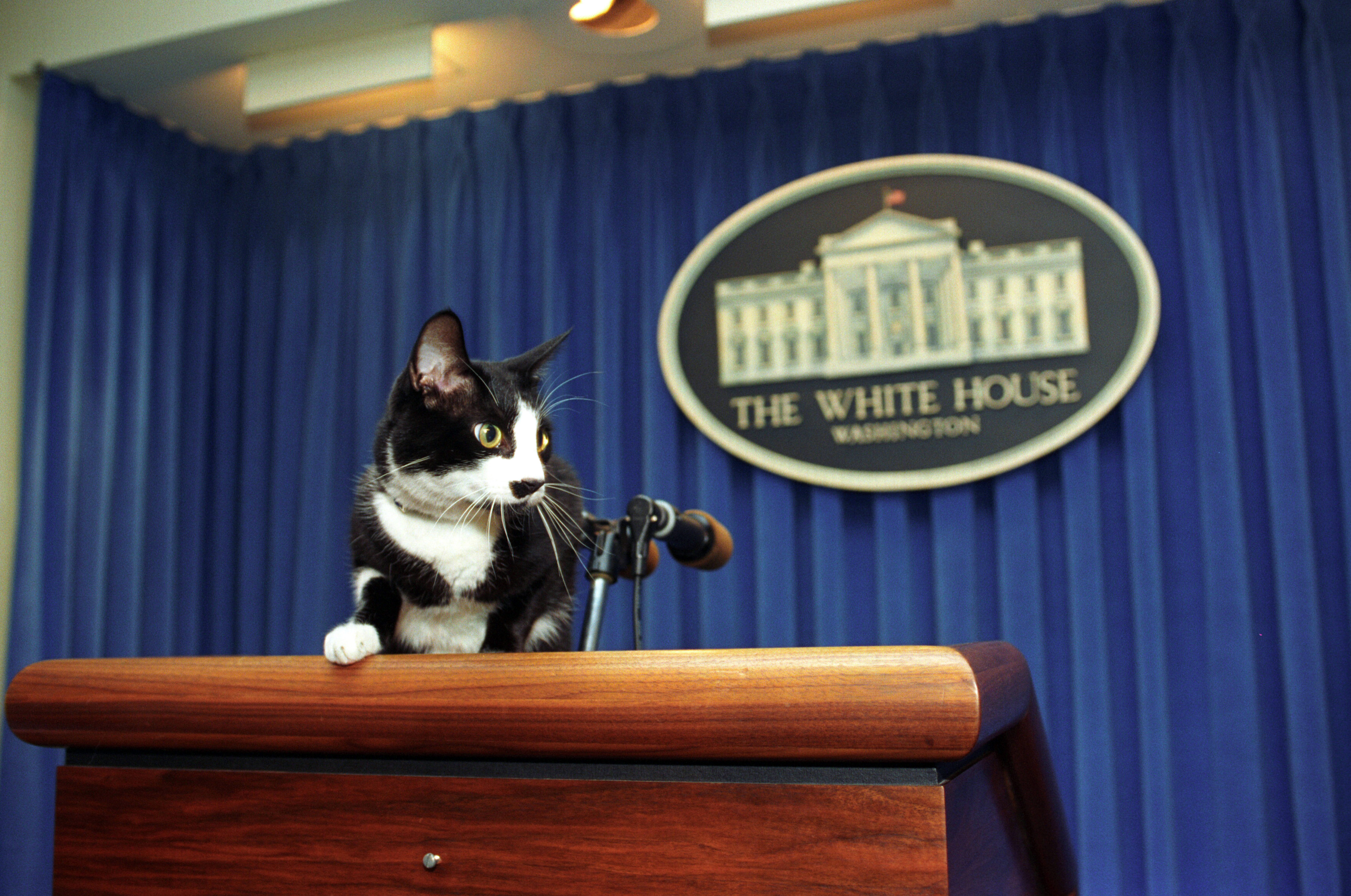
ساکس در پشت تریبون سخنگوی کاخ سفید

ساکس کلینتون (۱۹۸۹ – ۲۰ فوریه ۲۰۰۹) حیوان خانگی و گربه رئیس‌جمهور آمریکا؛ بیل کلینتون در طول ریاست جمهوری اوست. به عنوان یک گربه ولگرد او تنها حیوان خانگی در اوایل سال‌های ریاست جمهوری است و به نظر می‌رسد او محبوب‌ترین چهره در نسخه کودکان وب سایت کاخ سفید آمریکا است. پس از پایان ریاست جمهوری کلینتون، منشی او بتی کوری و شوهرش از ساکس و بادی (سگ) نگهداری کردند.